# Against the Grain
Against the Grain és un álbum del grup Bad Religion, editat el 1990, amb una durada de 34:27 minuts. Es va enregistrar als Westbeach Recorders el maig de 1990. La seva discogràfica és Epitaph Records i el va produir el mateix grup.

## Llista de cançons
1. "Modern Man"
2. "Turn on the Light"
3. "Get Off"
4. "Blenderhead"
5. "The Positive Aspect of Negative Thinking"
6. "Anesthesia"
7. "Flat Earth Society"
8. "Faith Alone"
9. "Entropy"
10. "Against the Grain"
11. "Operation Rescue"
12. "God Song"
13. "21st Century Digital Boy"
14. "Misery and Famine"
15. "Unacceptable"
16. "Quality or Quantity"
17. "Walk Away"